# Verwaltungsgemeinschaft Tangerhütte-Land

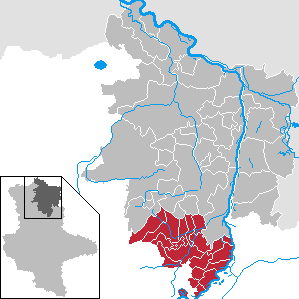
Ligging Verwaltungsgemeinschaft

In de voormalige Verwaltungsgemeinschaft Tangerhütte-Land werkten negentien gemeenten uit het district Stendal in de Duitse deelstaat Saksen-Anhalt samen ter vervulling van de gemeentelijke taken. Juridisch gezien behielden de deelnemende gemeenten hun zelfstandigheid. De Verwaltungsgemeinschaft had een oppervlakte van 295 km² en telde op 31 december 2008 12.168 inwoners.

## Deelnemende gemeenten
Deelnemende gemeente met bijbehorende Ortsteile zijn:
- Bellingen
- Birkholz met Scheeren en Sophienhof
- Bittkau
- Cobbel
- Demker met Bahnhof Demker en Elversdorf
- Grieben
- Hüselitz met Klein Schwarzlosen
- Jerchel
- Kehnert
- Lüderitz met Groß Schwarzlosen en Stegelitz
- Ringfurth met Polte en Sandfurth
- Schelldorf
- Schernebeck
- Schönwalde (Altmark)
- De stad Tangerhütte met Briest en Mahlpfuhl
- Uchtdorf
- Uetz
- Weißewarte
- Windberge met Brunkau, Ottersburg en Schleuß

## Geschiedenis
Bij de oprichting in 1994 sloten zich oorspronkelijk 14 gemeenten aan bij de Verwaltungsgemeinschaft. Op 16 juli 1996 kwamen de gemeente Bittkau, Grieben en Jerchel over uit de Verwaltungsgemeinschaft Tangermünde. Op 1 januari 2005 kwam de stad Tangerhütte daarbij. Op 27 december 2007 sloot ook de gemeente Schelldorf zich aan.
Op 31 mei 2010 fuseerden de deenemende gemeenten tot de eenheidsgemeente Tangerhütte. De Verwaltungsgemeinschaft Tangerhütte-Land werd daarmee opgeheven.